# Dekanat Białystok – Śródmieście
Dekanat Białystok – Śródmieście – jeden z 13 dekanatów rzymskokatolickiej archidiecezji białostockiej.
Od 2022 funkcję dziekana pełni ks. prał. dr Jarosław Gregorczyk, proboszcz parafii Wniebowzięcia Najświętszej Maryi Panny w Białymstoku

## Parafie
W skład dekanatu wchodzi 8 parafii:
- parafia Ducha Świętego w Białymstoku
- parafia NMP Matki Kościoła w Białymstoku
- parafia św. Anny w Białymstoku
- parafia św. Józefa Oblubieńca w Białymstoku
- parafia św. Karola Boromeusza w Białymstoku
- parafia św. Ojca Pio w Białymstoku
- parafia św. Wojciecha w Białymstoku
- parafia Wniebowzięcia NMP w Białymstoku

## Sąsiednie dekanaty
Białystok – Bacieczki, Białystok – Białostoczek, Białystok – Dojlidy, Białystok – Nowe Miasto